# デニス・カスンバ
デニス・カスンバ（Dennis Kasumba , 2003年9月2日 - ）は、ウガンダ共和国ワキソ県ガヤザ出身のプロ野球選手（捕手）。

## 来歴
首都カンパラから12km離れたガヤザで育つ。幼少期に、兵士の父は反政府勢力と戦闘中に死亡し、その後は母親に捨てられて、祖母に育てられる。生活のために8歳で学校をやめ、食肉解体工場で働いていた。
ボランティアコーチと出会ったことで野球の才能を見いだされる。限られた用具を使って練習を続け、コーチの勧めで自分の野球技術を動画としてSNSにアップしたことで、2023年にアメリカ合衆国のMLBドラフトリーグ（プロアマ野球リーグ）に招かれ、アマチュアチームに入って10試合に出場した。「ベースボール・ユナイテッド」（中東と南アジアのチームによるリーグ）のオールスター戦にもサポートメンバーとして参加した。
動画には数万人のフォロワーがつき、2024年1月には大谷翔平がInstagramをフォローしたことが判明して、その喜びを綴った。
2024年には前年に引き続きMLBドラフトリーグに参加した。同年8月12日、日本の独立リーグである北海道ベースボールリーグに所属する旭川ビースターズがカスンバの入団を発表した。日本への到着時にInstagramに「より多くのスキルを得るために日本に来ました」といったコメントを記した。
2024年12月26日、来シーズンの契約更改が旭川球団から発表された。

## 詳細情報

### 背番号
- 16 （2024年 - ）